# Patrimoni dell'umanità dell'Islanda
I patrimoni dell'umanità dell'Islanda sono i siti dichiarati dall'UNESCO come patrimonio dell'umanità in Islanda, la quale è divenuta parte contraente della Convenzione sul patrimonio dell'umanità il 19 dicembre 1995.
Al 2020 i siti iscritti nella Lista dei patrimoni dell'umanità sono tre, mentre sei sono le candidature per nuove iscrizioni. Il primo sito, il Parco nazionale Þingvellir, fu iscritto nella lista nel 2004, durante la ventottesima sessione del comitato del patrimonio mondiale. Nella trentaduesima sessione (2008), Surtsey è divenuta il secondo sito islandese riconosciuto dall'UNESCO. Il terzo patrimonio, è stato incluso nella lista nel 2019 dalla quarantatreesima sessione del comitato: il Parco nazionale del Vatnajökull. Un sito è considerato culturale, secondo i criteri di selezione, due naturali.

## Siti del Patrimonio mondiale
| Foto | Sito                                                                       | Luogo                                    | Tipo                      | Anno | Descrizione |
| ---- | -------------------------------------------------------------------------- | ---------------------------------------- | ------------------------- | ---- | --- |
|      | Parco nazionale Þingvellir                                                 | Bláskógabyggð                            | Culturale (1152; iii, vi) | 2004 | Þingvellir è il Parco Nazionale in cui l'Althing, un'assemblea all'aperto che rappresenta l'intera Islanda, è stata fondata nel 930 e ha continuato a riunirsi fino al 1798. Per due settimane all'anno, l'assemblea ha stabilito le leggi - visto come un patto tra uomini liberi - e ha risolto le controversie. La proprietà comprende il Parco Nazionale di Þingvellir e i resti dell'Althing stesso: frammenti di circa 50 capanne costruite con erba e pietra. Si pensa che resti del X secolo siano sepolti sottoterra. Il sito comprende anche tracce di uso agricolo del XVIII e XIX secolo. Il parco mostra il modo in cui il paesaggio è stato coltivato per oltre 1.000 anni. |
|      | Surtsey                                                                    | Vestmannaeyjar                           | Naturale (1267; ix)       | 2008 | Surtsey è una nuova isola formata da eruzioni vulcaniche avvenute dal 1963 al 1967. È tanto più eccezionale per essere stata protetta sin dalla sua nascita, fornendo al mondo un incontaminato laboratorio naturale. Libera da interferenze umane, Surtsey ha prodotto informazioni uniche sul processo di colonizzazione di nuove terre da parte di piante e animali. Da quando hanno iniziato a studiare l'isola nel 1964, gli scienziati hanno osservato l'arrivo di semi trasportati dalle correnti oceaniche, la comparsa di muffe, batteri e funghi, seguiti nel 1965 dalla prima pianta vascolare, di cui c'erano 10 specie entro la fine del primo decennio. Nel 2004 se ne contavano 60 insieme a 75 briofite, 71 licheni e 24 funghi. Ottantanove specie di uccelli sono state registrate su Surtsey, 57 delle quali si riproducono altrove in Islanda. L'isola ospita anche 335 specie di invertebrati. |
|      | Parco nazionale del Vatnajökull - natura dinamica del fuoco e del ghiaccio | Austurland, Norðurland eystra, Suðurland | Naturale (1604; viii)     | 2019 | Questa iconica regione vulcanica copre un'area di oltre 1.400.000 ettari, quasi il 14% del territorio islandese. Conta dieci vulcani centrali, otto dei quali sono subglaciali. Due di questi sono tra i più attivi in Islanda. L'interazione tra i vulcani e le spaccature che stanno alla base della calotta glaciale del Vatnajökull assume molte forme, la più spettacolare delle quali è il jökulhlaup, un'alluvione improvvisa causata dalla rottura del margine di un ghiacciaio durante un'eruzione. Questo fenomeno ricorrente ha portato all'emergere di pianure sabbiose, sistemi fluviali e canyon in rapida evoluzione. Le aree vulcaniche ospitano fauna endemica delle acque sotterranee sopravvissuta all'era glaciale. |

## Siti candidati
| Foto | Sito                                                             | Luogo                           | Tipo                              | Anno       | Descrizione |
| ---- | ---------------------------------------------------------------- | ------------------------------- | --------------------------------- | ---------- | --- |
|      | Riserva naturale di Breiðafjörður                                | Vesturland                      | Misto (5585; ii, v, x)            | 07/02/2011 | Breiðafjörður è una grande baia poco profonda situata nell'Islanda occidentale, con un'eccezionale combinazione di caratteristiche naturali e patrimonio culturale e storico. È larga circa 50 km e lunga 125 km, circondata da montagne, tra cui il vulcano Snæfellsjökull sulla penisola di Snæfellsnes sul lato sud e la penisola dei fiordi occidentali a nord. La costa è una fascia abbastanza stretta intervallata da fattorie e piccole aree urbane. Lo spettacolare paesaggio marino e terrestre è costituito da mari poco profondi, piccoli fiordi e baie e la parte interna di vaste aree intercotidali punteggiate da circa 3.000 isole, isolotti e scogli. L'area contiene circa la metà della zona intercotidale dell'Islanda e oltre un terzo della sua costa. Maree di sei metri, uniche per l'Islanda, contribuiscono alla diversità dei paesaggi marini e terrestri. |
|      | Mývatn e Laxá                                                    | Skútustaðir                     | Naturale (5586; viii, ix, x)      | 07/02/2011 | L'area del Mývatn ha valori di conservazione geologici e biologici unici. Le precipitazioni sono intrappolate dalla roccia vulcanica porosa e l'acqua si infiltra sotto la superficie fino a riapparire in una serie di sorgenti che alimentano sistemi di fiumi e laghi. La più grande di queste è la zona umida di Mývatn e Laxá. Il lago Mývatn (37 km²) si trova a 278 metri sul livello del mare e contiene più di 50 isole. Il paesaggio intorno al lago e in molte delle isole è dominato da pseudo crateri formati da esplosioni di vapore quando la lava calda scorreva nel lago circa 2300 anni fa. Il più noto dei crateri è Skútustaðagígar, che ha uno status di protezione speciale. |
|      | Monumenti e siti vichinghi / Parco nazionale Þingvellir          | Bláskógabyggð                   | Culturale (5587; iii)             | 07/02/2011 | La candidatura seriale vichinga comprende paesaggi terrestri, marini e urbani che si estendono dal Nord Atlantico al Mar Baltico. Tra le migliaia di siti vichinghi dall'VIII al XII secolo d.C., queste nove proprietà nominate da sei nazioni sono esempi eccezionali che rappresentano l'ampia diversità di questa prima cultura marittima. Þingvellir è il più importante sito del patrimonio culturale in Islanda, un tesoro nazionale e allo stesso tempo un grande tesoro culturale a livello globale. La sua eccezionale storia dalla creazione dell'assemblea generale islandese, l'Althing, intorno al 930 d.C., fornisce informazioni su come una comunità di pionieri dell'era vichinga organizzò la sua società da zero e racconta una storia unica sugli accordi legislativi e giudiziari dell'epoca e sull'evoluzione verso mondo moderno. Þingvellir combina anche in un unico luogo un vasto assortimento di fenomeni naturali. |
|      | Parco nazionale Þingvellir                                       | Bláskógabyggð                   | Naturale (5588; vii, viii, ix, x) | 07/02/2011 | Il Parco Nazionale Þingvellir si trova sulla sponda settentrionale del lago Þingvallavatn. Ha una superficie di circa 240 km² e la sua protezione si basa su una legge del 1928. Il parco nazionale è stato ampliato e lo stato di conservazione è migliorato grazie a una migliore protezione e gestione istituita con una nuova legislazione nel 2004 (legge n. 47/2004 sul Parco Nazionale Þingvellir e regolamento n. 848/2005 sul Parco Nazionale Þingvellir). Il vecchio parco nazionale, parte dell'attuale parco nazionale, è stato iscritto nella lista del patrimonio mondiale nel 2004 come paesaggio culturale. |
|      | Tradizione della casa di erba                                    | 14 località                     | Culturale (5589; iii, iv)         | 07/02/2011 | La fattoria islandese di tappeto erboso si è sviluppata dalla casa lunga, una tradizione nordeuropea portata nel paese dai coloni nordici. Come suggerisce il nome, il tappeto erboso è uno dei principali materiali utilizzati per la sua costruzione. Il legno è utilizzato per la struttura, il tappeto erboso viene posato per formare i muri spessi e come copertura per il tetto. A volte le pietre vengono utilizzate con o senza il tappeto erboso per le pareti e le ardesie possono essere utilizzate come sottofondo per il tetto. Sebbene i materiali da costruzione utilizzati non siano cambiati molto, la forma è cambiata e si è adattata a un contesto in evoluzione nel corso dei secoli. La candidatura seriale vuole testimoniare questo eccezionale tipo di architettura vernacolare, un tempo molto diffusa ma che si è sviluppata e vive in Islanda. Le 14 proprietà della serie rappresenteranno sia i diversi tipi di tecnica costruttiva, basata sulle diverse sezioni di tappeto erboso, sia le varie forme di case in erba, come la fattoria di passaggio, la fattoria a capanna, la fattoria con facciata in legno e le chiese. |
|      | Sistema vulcanico di Torfajökull / Riserva naturale di Fjallabak | Rangárþing ytra, Skaftárhreppur | Naturale (5817; vii, viii)        | 15/04/2013 | Il vulcano Torfajökull è un eccezionale esempio di vulcano riolitico in un ambiente oceanico estensionale. Presenta un'opportunità ineguagliabile per studiare la generazione della crosta silicica continentale all'interno della crosta basaltica oceanica. L'abbondanza e la diversità delle formazioni riolitiche prodotte durante le interazioni vulcano-ghiaciali non ha eguali in qualsiasi altra provincia vulcanica. Ciò include una serie di tuya riolitiche (montagne tabulari) ben formate. L'interazione tra il vulcano Torfajökull e lo sciame di fessure vulcaniche Bárðarbunga è eccezionale. L'estensione della crosta e le eruzioni di fessure basaltiche nel Bárðarbunga hanno ripetutamente innescato eruzioni di riolite e rocce miste a Torfajökull. |